# Jalapa (departement)
Jalapa is een departement van Guatemala, gelegen in het zuidoosten van het land. De hoofdstad is de gelijknamige stad Jalapa.
Het departement bestrijkt een oppervlakte van 2063 km² en heeft 342.923 inwoners (2018). De meerderheid van die inwoners is ladino: Spaans sprekende afstammelingen van Spanjaarden en Maya-indianen.
De belangrijkste landbouwproducten in Jalapa zijn rundvlees, sorghum, tabak, uien en maïs.

## Gemeenten
Het departement is ingedeeld in zeven gemeenten:
- Jalapa
- Mataquescuintla
- Monjas
- San Carlos Alzatate
- San Luis Jilotepeque
- San Manuel Chaparrón
- San Pedro Pinula

Alta Verapaz · Baja Verapaz · Chimaltenango · Chiquimula · El Progreso · Escuintla · Guatemala · Huehuetenango · Izabal · Jalapa · Jutiapa · Petén · Quetzaltenango · Quiché · Retalhuleu · Sacatepéquez · San Marcos · Santa Rosa · Sololá · Suchitepéquez · Totonicapán · Zacapa